# Хот Род
Хот Род (Hot Rod) је лик из популарне цртане серије Трансформерс, заснованој на популарној линији играчака које су произвели Такара и Хасбро.

## Генерација 1
Хот Род је типичан амерички адолесцент у телу Аутобота који често сања да постане херој. Иако је добронамеран, његове импулсивне радње га често доводе у невољу.
Хот Род је први пут представљен у филму Трансформерс. Трансформише се у црвена спорстка кола, са нацртаном ватром на хауби и вратима. Хот Род је млад духом и служио је као старији брад Спајковом сину Данијелу. Касније је привремено носио Матрикс вођства и постао Родимус Прајм, вођа Аутобота.

### Анимирана серија
На почетку филма, Хот Род се стациониран у Граду Аутобота на Земљи. Заједно са Данијелом отркива тајни десептиконски напад на град. Мало пре него што су Десептикони побеђени, умешао се у дуел до смрти између Оптимуса Прајма и Мегатрона, док је покушао да заштити Оптимуса од Мегатронове преваре након што је схватио да је молба за милост од стране вође Десептикона од омраженог непријатеља била само куповина времена да би дохватио одбачени пиштој и преокренуо борбу. Уместо тога, Хот Род је само успео да блокира Оптимусову линију паљбе, дозволивши Мегатрону да фатално рани Оптимуса Прајма.
Кратко након битке, Мегатрон у свом новом облику Галватрона опет напада Град Аутобота. Аутоботи се деле на две групе, а Хот Род и Кап су заједно на броду са Диноботима. Током свог пута ка Сајбертрону, напао их је Галватронов најпоузданији слуга Сајклонус. Њихов брод је тешко оштећен и руши се на планету Квинтесу, где их заробљавају Квинтесони и осуђују их на смрт у јами са Шарктикони. Хот Род и Кап су успели да их задрже довољно дуго док се појаве Диноботи и нови Аутобот Вили, а онда окрећу Шарктиконе против њихових господара и полећу у квинтесонском броду са планете да би се састали са осталим Аутоботима на Џанку.
Са Џанка Аутоботи нападају Уникрон. Хот Род наводи квинтесонски брод удесно око Уникрона, али се током судара одваја од осталих Аутобота и сам се суочава са Галватроном. Галватрон, који никада није планирао да преда Уникрону Матрикс, јер је уместо тога желео да га контролише њиме. Галватрон нуди Хот Роду савез да би се победио Уникрон. Уникрон, осећајући опасност коју Хот Род представља, наређује Галватрону да га одмах убије. Током борбе, Хот Род је узео Матрикс од Галватрона и преобразио се у новог вођу Аутобота, Родимуса Прајма. Родимус Прајм избацује Галватрона из Уникрона у свемир и отвара Матрикс, који изазива ланчану реакцију која ће уништити Уникрона, онда преузима команду над Аутоботима док беже из Уникроновог тела и води их назад на Сајбертрон. Упркос овоме, његово релативно неискуство, бриге и сумње у себе су доводиле много пута у питање његову подобност да буде вођа Аутобота.
Касније, када је Оптимус Прајм поново оживљен, Родимус Прајм му је вратио Матрикс, вративши се у свој бивши идентитет Хот Рода.